# Obninsk
Thành phố Obninsk — Thành phố khoa học đầu tiên của Nga, nằm ở phía bắc của tỉnh Kaluga, phía Tây Nam của thủ đô Moscow, cách thủ đô Moskva 100 km. Từ thành phố Obninsk tới thủ phủ tỉnh Kaluga dọc theo đường M3 cách 40 km hướng  tới Kiev thủ đô Ukraina.

## Lịch sử thành phố

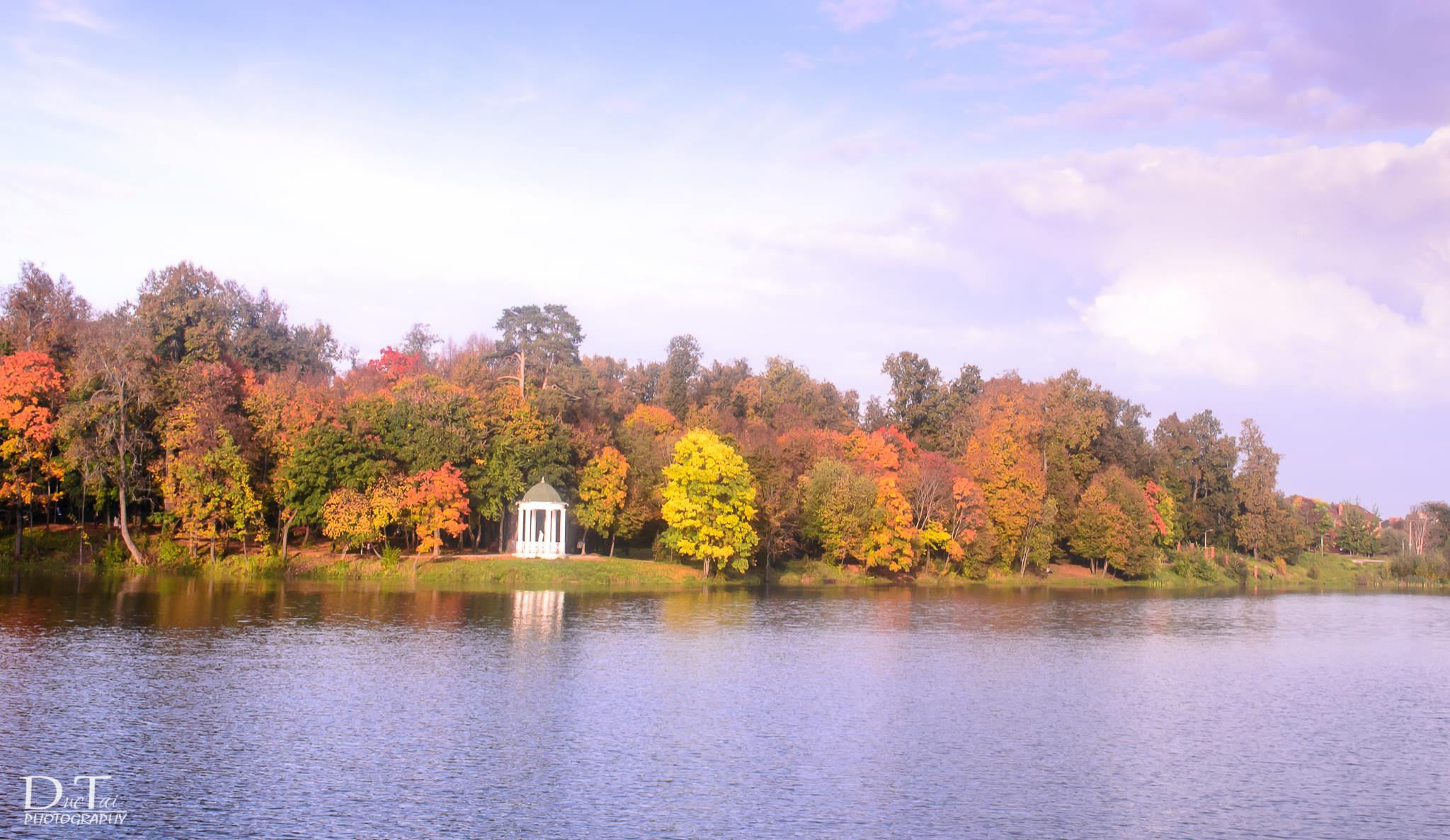
Hồ Belkin vào mùa thu

Những ghi chép đầu tiên về những khu định cư cổ là Piatkino, Belkino, Samsonovo, hiện tại nằm trong phạm vi thành phố, là các tài liệu chép tay trong những năm 1588—1589.

Từ thế kỷ 15, chủ sở hữu làng Belkino là dòng họ quý tộc Belkin, tới cuối thế kỷ 16 điền trang Belkino thuộc quyền sở hữu của dòng họ quý tộc Godunov. Năm 1611 đất và thái ấp Belkino được chuyển cho các công tước Dongorukiy. Từ năm 1741 Belkino thuộc về dòng họ Vorontsov. Ivan Illarionovich Vorontsov đã cho xây dựng nhà đá, nhà thờ và phá bỏ công viên trồng cây đoạn thông thường. Tất cả công trình gồm các tòa nhà đá và một công viên với nhiều tầng ao còn tồn tại tới ngày nay. Sau đó Belkino, như là của hồi môn, được trao cho con gái của A. I. Vorontsov là Anna (cháu gái của I. I. Vorontsov), khi kết hôn với D. P. Buturlin năm 1793. Sau năm 1817 nhà Buturlin chuyển tới sống ở Italia. Thái ấp được I. A. Kavetsky thuê lại. Con gái của Kavetsky lấy Narkiz Antonovich Obninsky (1791—1863). Sau chiến tranh vệ quốc năm 1812 Đại tá Narkiz Antonovich Obninsky nghỉ hưu đã mua thêm làng Shemyakino, Samsonovo và Krivckoe (thuộc huyện Borovsky) và cuối cùng là Belkino vào năm 1840.

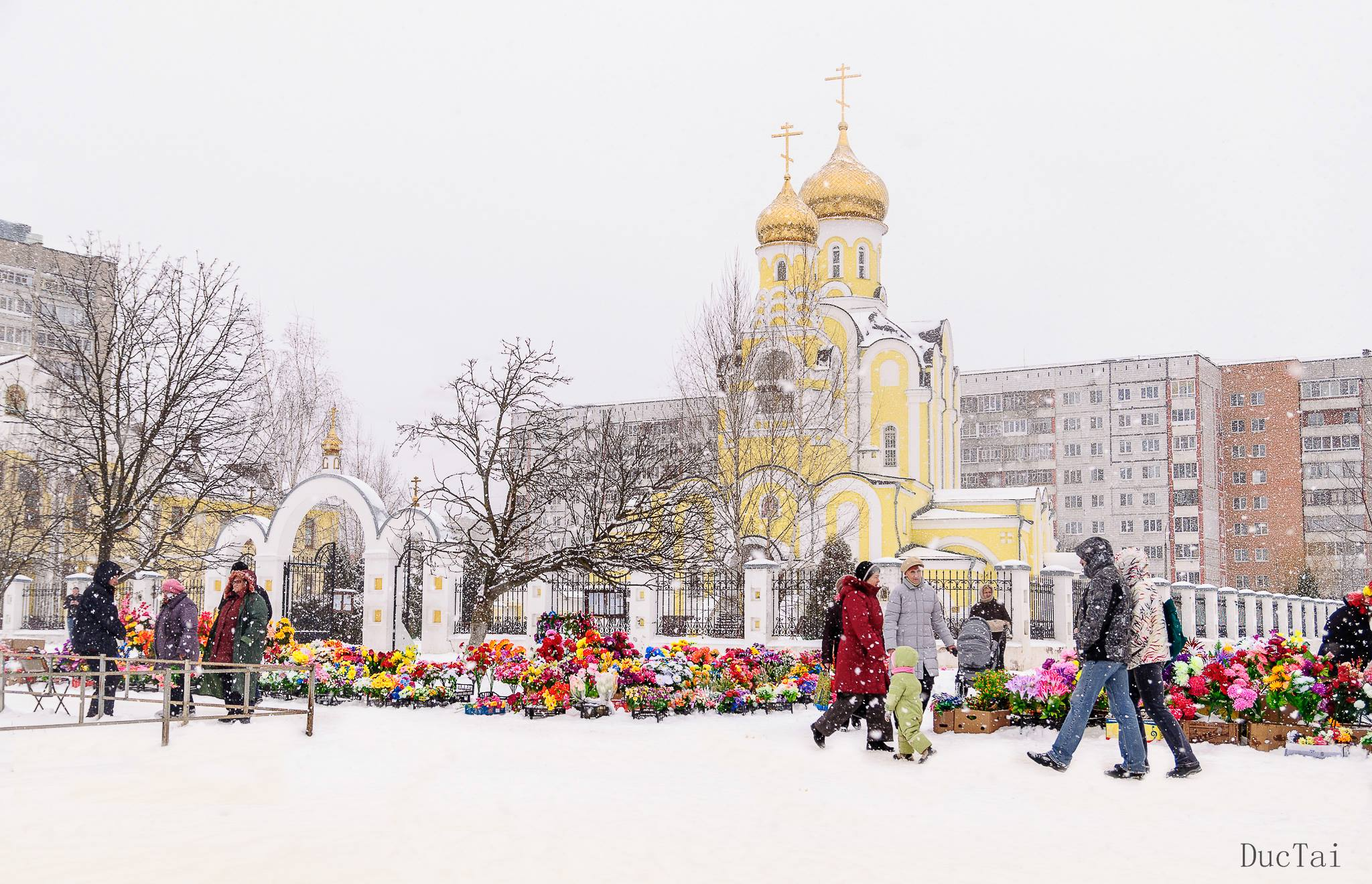
Nhà thờ trung tâm thành phố Obninsk

Năm 1946 tại nơi trước đây là trường nội trú "Bodraya zhizni" mang tên S. Shatsky (do nhà bảo trợ người Moskva là M. K. Morozova cùng nhà sư phạm Shatsky thành lập năm 1911) và nhà trẻ Tây Ban Nha trước đây người ta đã thành lập công trình bí mật Phòng thí nghiệm "V" thuộc Bộ Nội vụ Liên Xô (về sau là Viện Vật lý Năng lượng). Phòng thí nghiệm nghiên cứu về lĩnh vực vật lý hạt nhân, mời các chuyên gia của Đức từ phòng thí nghiệm Kaizer Wilhelm, Đại học Leipzig và các chuyên gia Xô viết giỏi nhất. Kết quả công trình của phòng thí nghiệm là xây dựng nhà máy điện nguyên tử đầu tiên trên thế giới, đi vào hoạt động ngày 27 tháng 6 năm 1954.
Ngày 24 tháng 7 năm 1956, làng Obninsk trở thành thành phố Obninsk.
Thành phố trẻ Obninsk phát triển như một "thành phố khoa học", chuyên về lĩnh vực vật lý hạt nhân và năng lượng nguyên tử, khí tượng học, phóng xạ học, hóa học bức xạ và địa vật lý.

## Khí hậu

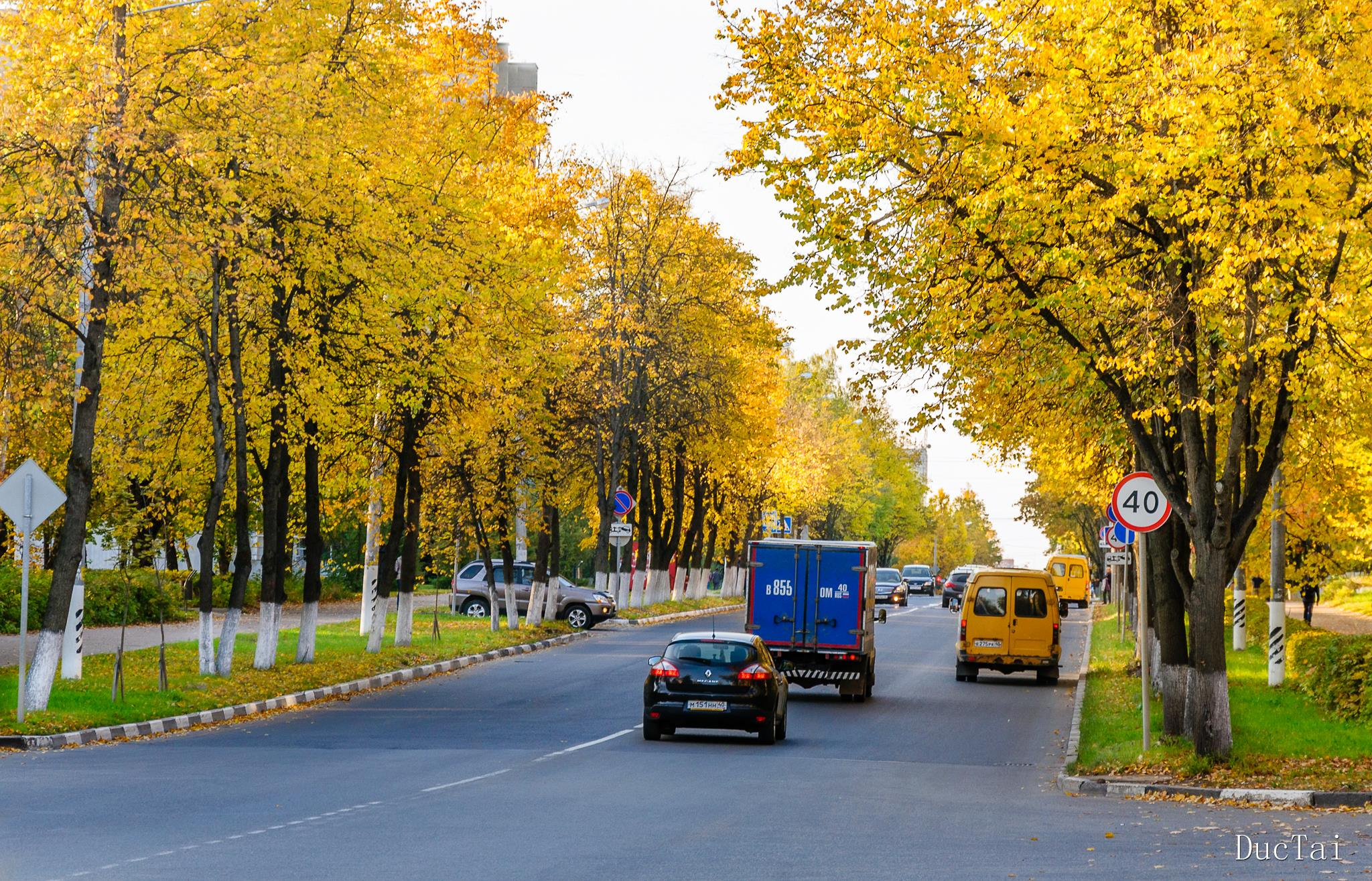
Mùa thu tại Obninsk

Obninsk nằm trong vùng có khí hậu lục địa ôn hòa, mùa đông lạnh với nhiều tuyết, mùa hè mát mẻ. Nhiệt độ trung bình vào tháng một là -10 độ C, tháng bảy +19 độ C. Mùa xuân mát mẻ, tháng 3 nền nhiệt khoảng -3,5 độ C, tháng tư +6 độ C, và tháng 5 +12,5 độ C. Tháng 10 nhiệt độ trung bình là +5 độ C, tháng 11 -2,5 độ C. Độ ẩm trung bình trong năm dao động từ 76-78 %.

## Dân cư

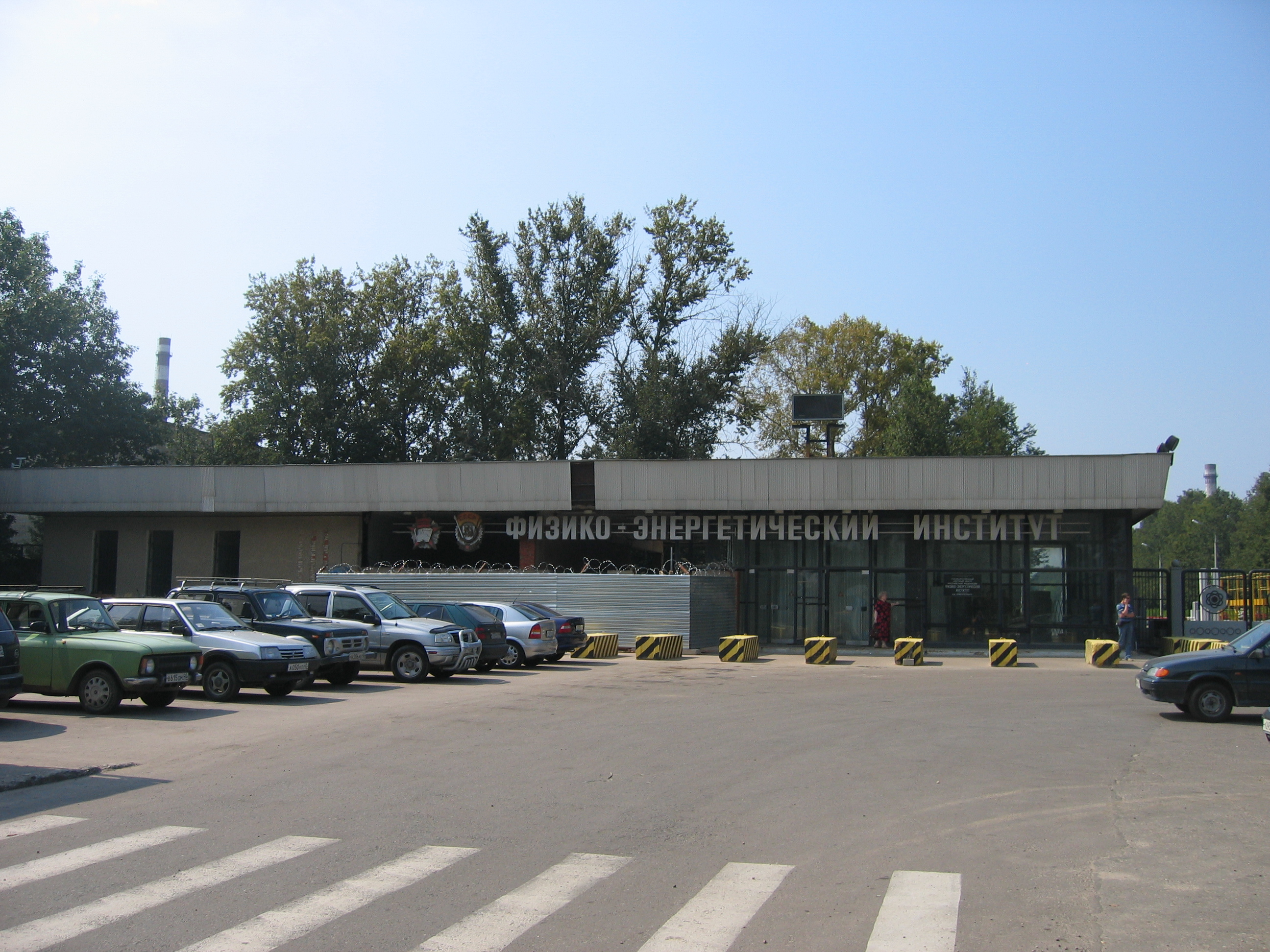
Một lối vào của trường vật lý kỹ thuật ФЭИ

Theo tài liệu về dân số  được công bố ngày 1 tháng 1 năm 2014 thành phố xếp thứ 151 thành phố trong tổng 1100 thành phố của Nga..
Tại thành phố số người sinh sống 10,81 % tổng dân số toàn tỉnh Kaluga. Dân số thành phố xếp thứ 2 sau thành phố Kaluga thuộc tỉnh Kaluga. 
Số người tham gia vào các hoạt động kinh tế là  — 59,05 nghìn người.
Số người làm việc tại doanh nghiệp, xí nghiệp và các tổ chức kinh tế là  49,6 nghìn người (chưa tính các doanh nghiệp không có tư cách pháp nhân), trong số đó thì sản xuất vật liệu chiếm— 37,9 %, phi sản xuất  (nghiên cứu, dịch vụ) là  — 62,1 %.
Tại thành phố vào ngày 1 tháng 1 năm 2015 đã có 9672 đơn vị pháp nhân và có 9672 đơn vị phi pháp nhân.
Tỉ lệ thất nghiệp  đạt mức thấp nhất  ở mức 0,85 %. Theo tài liệu đưa ra ngày 01.01. 2005 số người thất nghiệp của thành phố là 501 người..
Thành phố có tiềm lực khoa học kỹ thuật cao (12 trung tâm khoa học và viện kỹ thuật và trường đại học).
Obninsk là thành phố khoa học đầu tiên của Nga.

## Các trung tâm khoa học của thành phố
- Trung tâm Khoa học quốc gia "Viện vật lý kỹ thuật  ФЭИ " (IPPE);
- Trung tâm Khoa học quốc gia " Nghiên cứu và Sản xuất ";

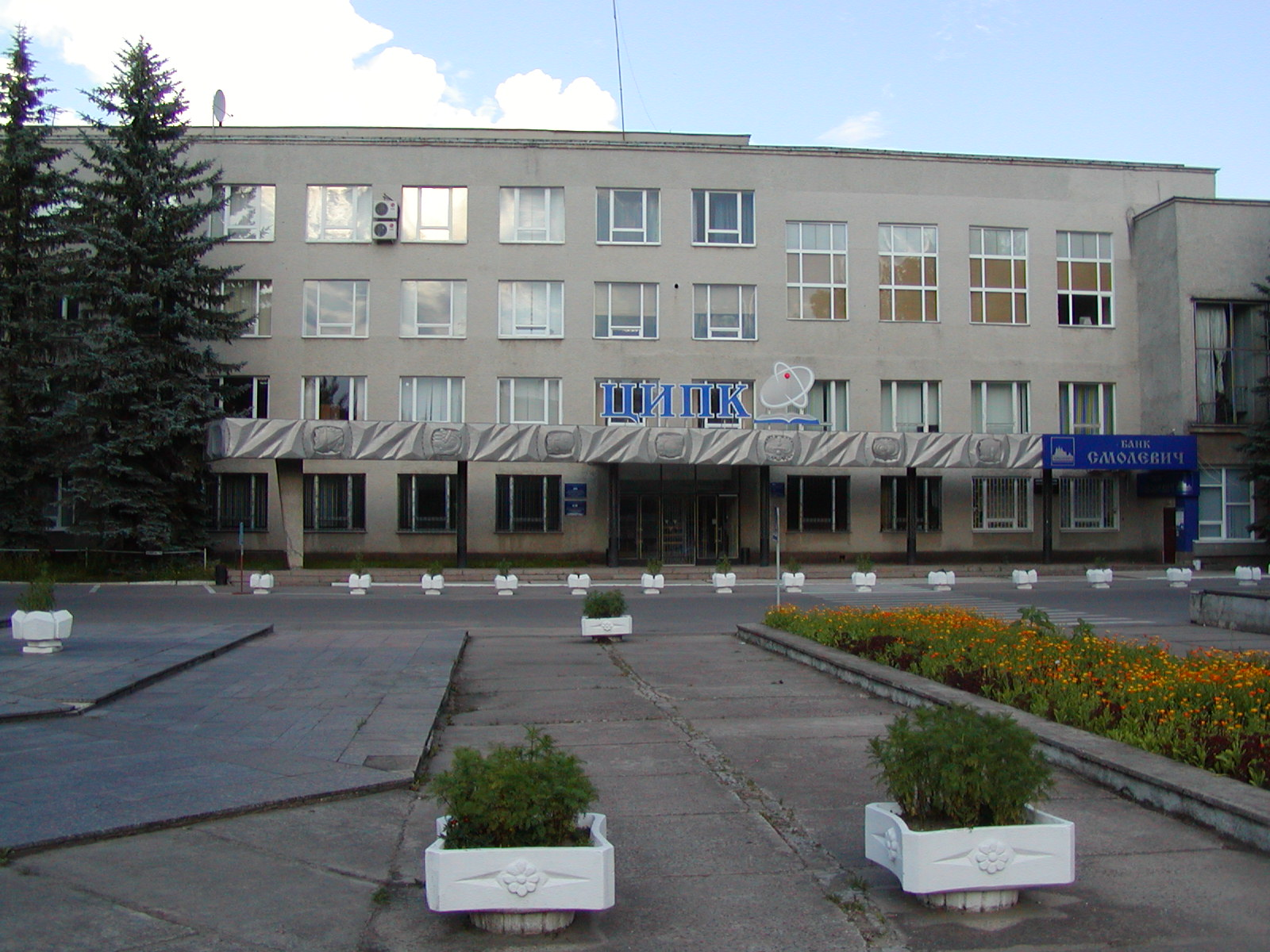
Viện nghiên cứu đào tạo nâng cao trình độ của tập đoàn Rosatom - Liên bang Nga (ЦИПК)

- "Trung tâm ứng dụng phóng xạ vào chữa bệnh" của Bộ Y tế Nga;
- Trung tâm Khoa học Nhà nước Liên bang Nga "Viện nghiên cứu khoa học Nga Physical Chemistry mang tên  Karpov";
- Viện Nghiên cứu khí tượng thủy văn - Trung tâm dữ liệu thế giới (RIHMI - WDC);
- Viện Nghiên cứu quốc gia Nông nghiệp và ứng dụng phóng xạ (Viện SKHRAE);
- Viện nghiên cứu  địa -vật lý của Viện Hàn lâm Khoa học Nga;
- Viện Nghiên cứu Khí tượng nông nghiệp (Viện Nghiên cứu CCM);
- Cục Thiết kế khí tượng thủy văn Instrumentation (CDB GMP);
- Viện nghiên cứu Đào tạo nâng cao của Rosatom của Nga (Rosatom ЦИПК)
- Trung tâm Obninsk Khoa học và Công nghệ (OSCT);
- Trung tâm Kỹ thuật " Nghiên cứu -Thiết kế "  công nghệ Lắp đặt - Atomstroy (JRC NIKIMT-Atomstroy);
- Trung tâm học tập của  hạm đội tàu ngầm hạt nhân của Hải quân Nga;

## Giáo dục
- Trường đại học năng lượng nguyên tử IATE MIFI

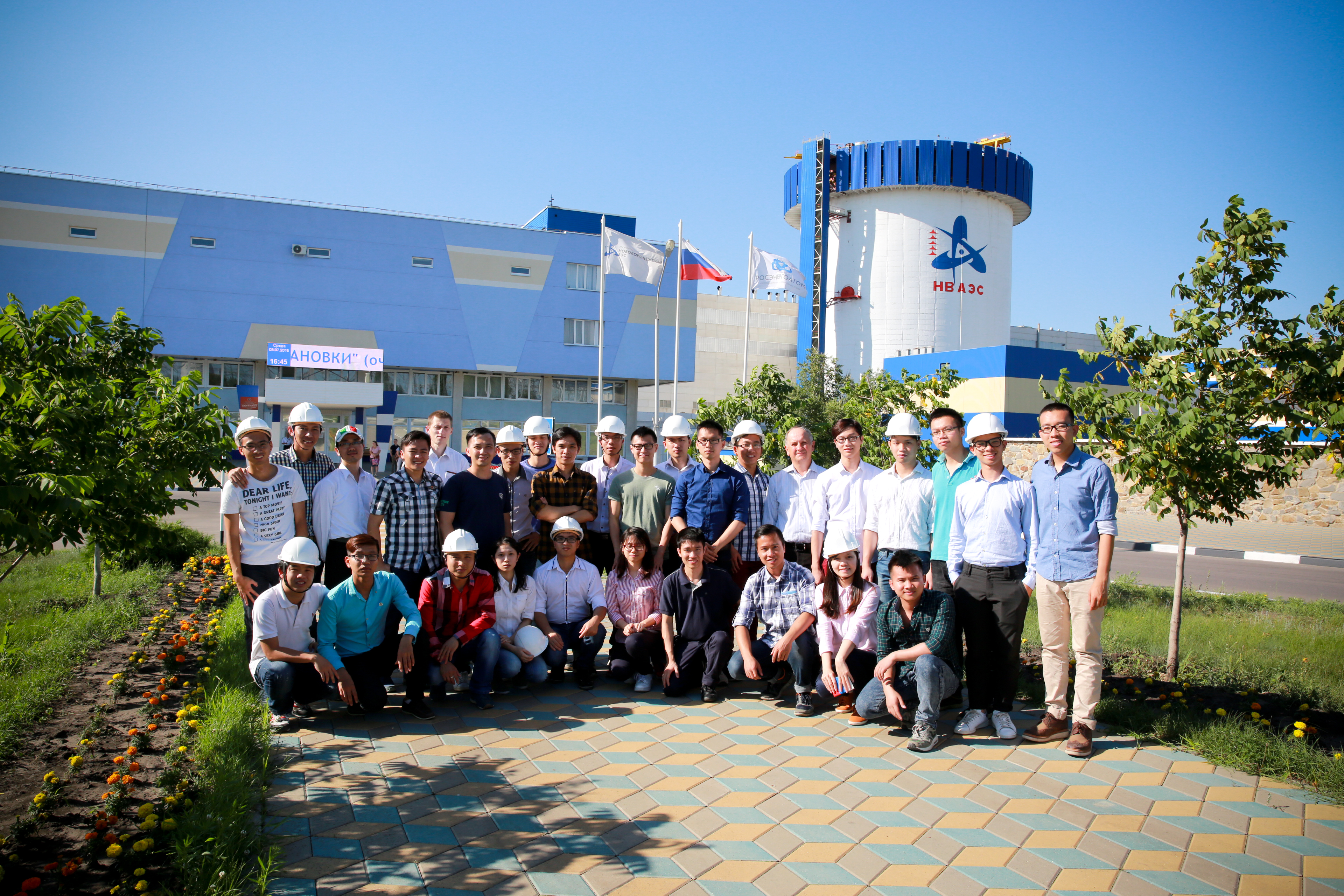
Sinh viên của trường MIFI thực tập tại nhà máy điện hạt nhân Novovoronezh

Trường  chuyên tạo tạo các chuyên gia hàng đầu cho Liên bang Nga về lĩnh vực hạt nhân, cung cấp các kỹ sư  cho các nhà máy điện hạt nhân Ninh Thuận 1 do tập đoàn năng lượng nguyên tử Nga Rosatom làm chủ đầu tư

Hiện trường có gần 200 sinh viên Việt Nam đang theo học ngành năng lượng nguyên tử.
Năm 2010 trường đón những sinh viên nước ngoài đầu tiên, 30 sinh viên Việt Nam đã tới đây và theo học chuyên ngành vận hành và điều khiển nhà máy điện hạt nhân. Sau khi kết thúc khóa học, các sinh viên sẽ về Việt Nam để phục vụ cho  Nhà máy điện hạt nhân Ninh Thuận - 1   sẽ xây dựng ở Việt Nam trong thời gian sắp tới với công nghệ của Nga.
- Chi nhánh Obninsk của State University of Management (SUM PF)
- Chi nhánh Obninsk  của Đại học xã hội nhà nước Nga (PF RSSU)
- Chi nhánh Obninsk của Đại học liên bang Nga về Du lịch và Dịch vụ (RP RSUTS)

## Hình ảnh

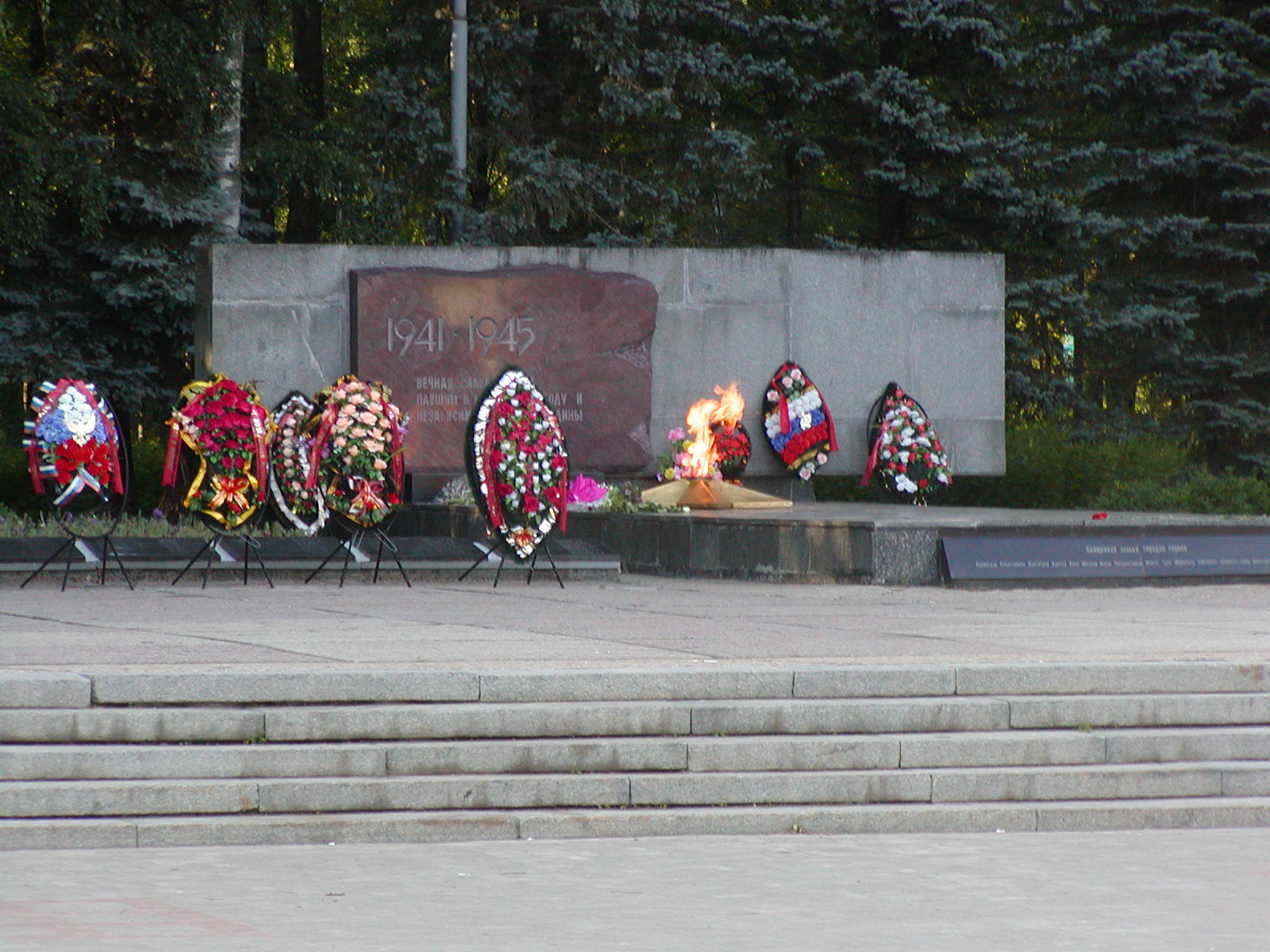
Ngọn lửa bất tử của thành phố.
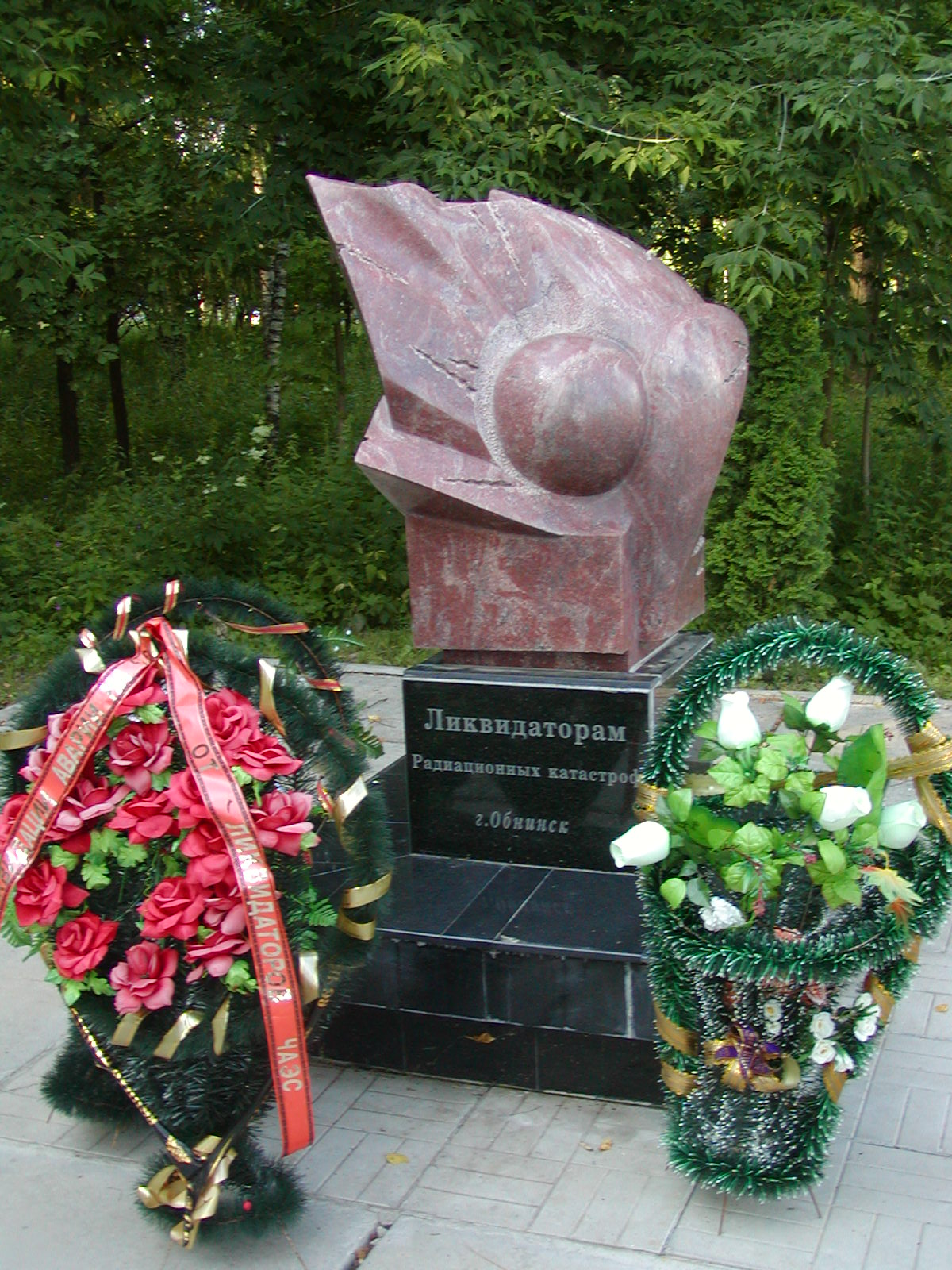
Tượng đài tưởng nhớ đội xử lý các sự cố phóng xạ.
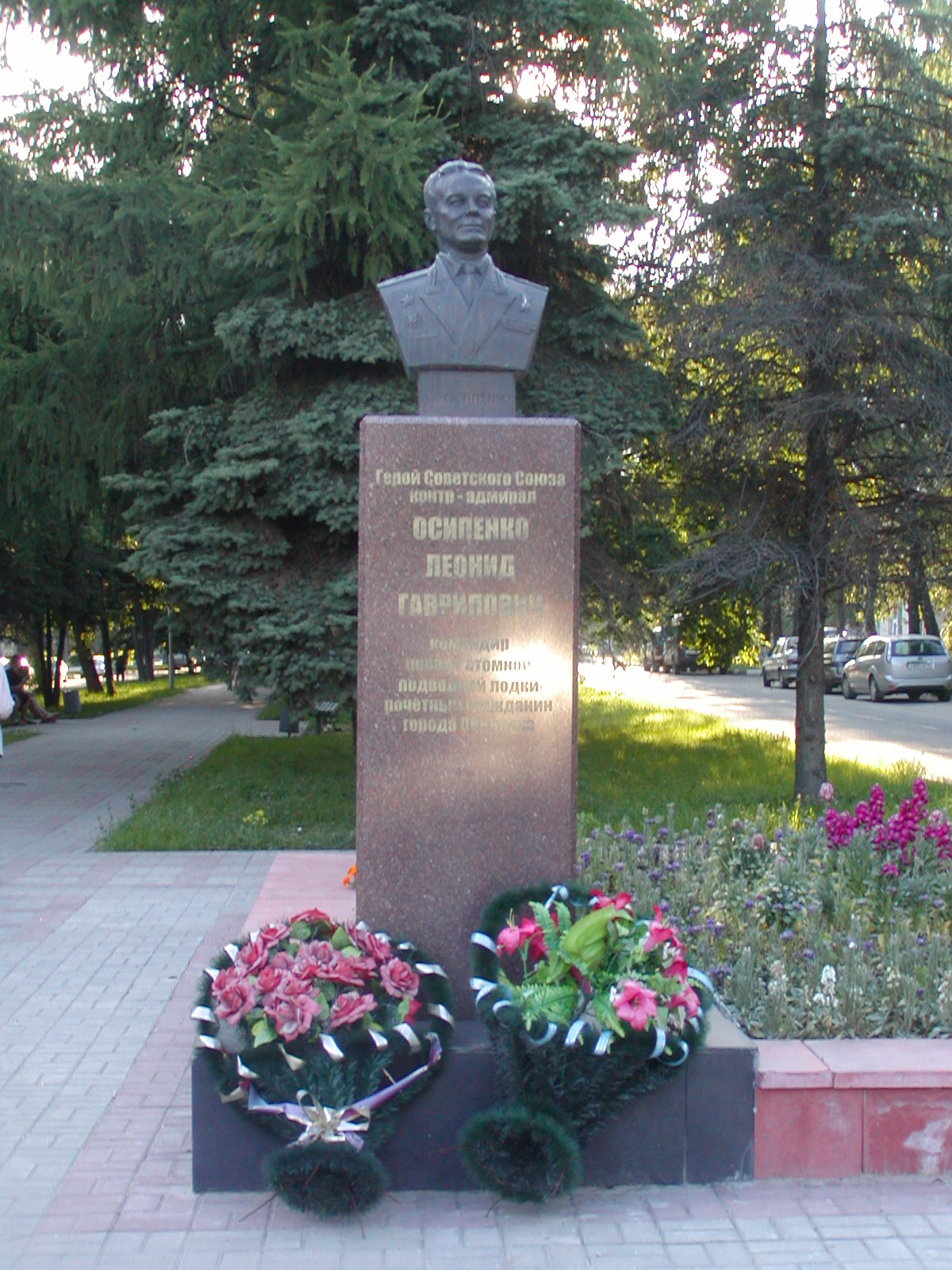
Tượng bán thân Leonid Osipenko Gavrilovic - Chỉ huy đầu tiên của hạm đội tàu ngầm chạy bằng năng lượng hạt nhân Nga.
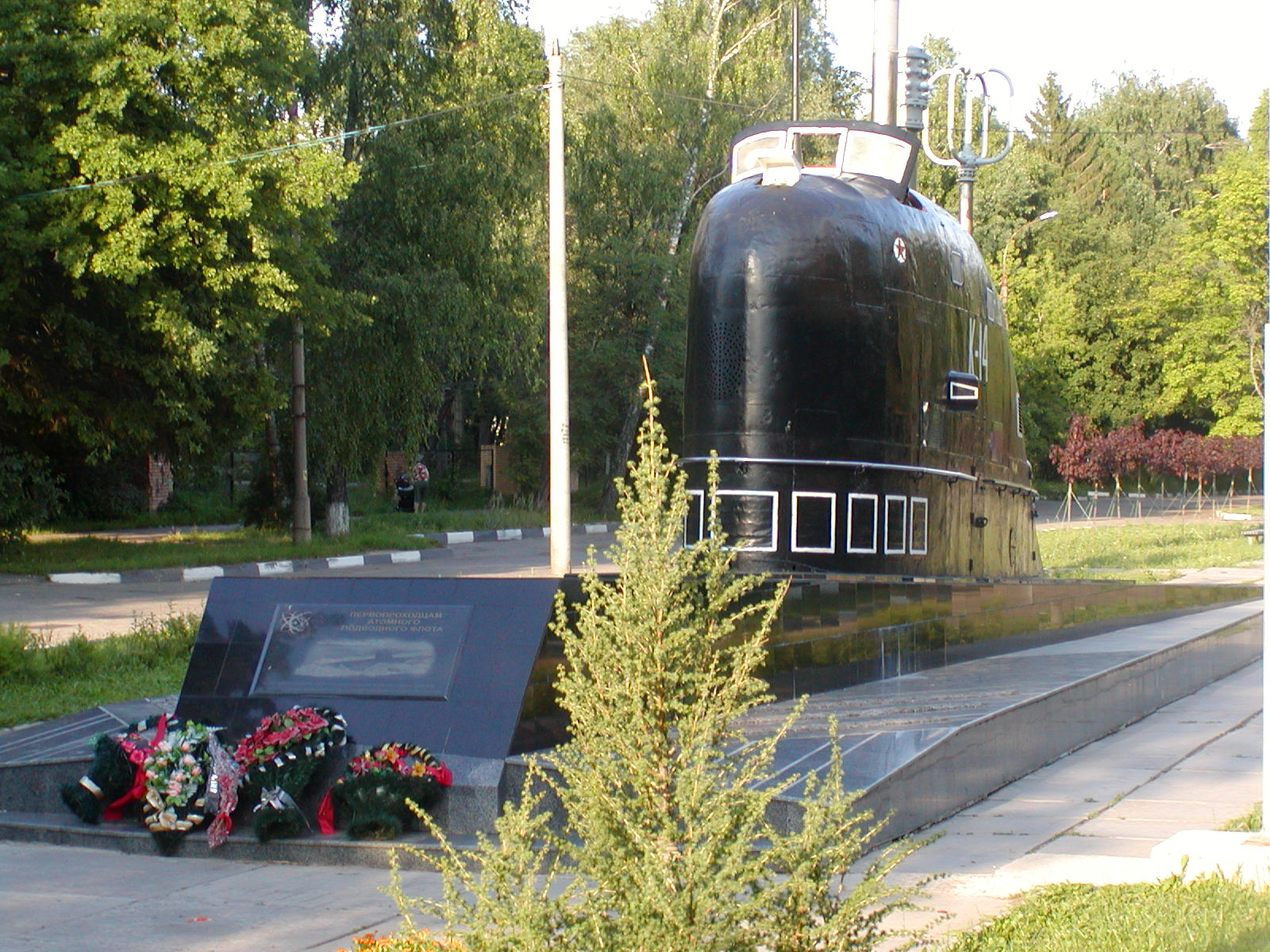
Đài tưởng niệm "Tàu ngầm đầu tiên trên thế giới chạy bằng năng lượng hạt nhân".
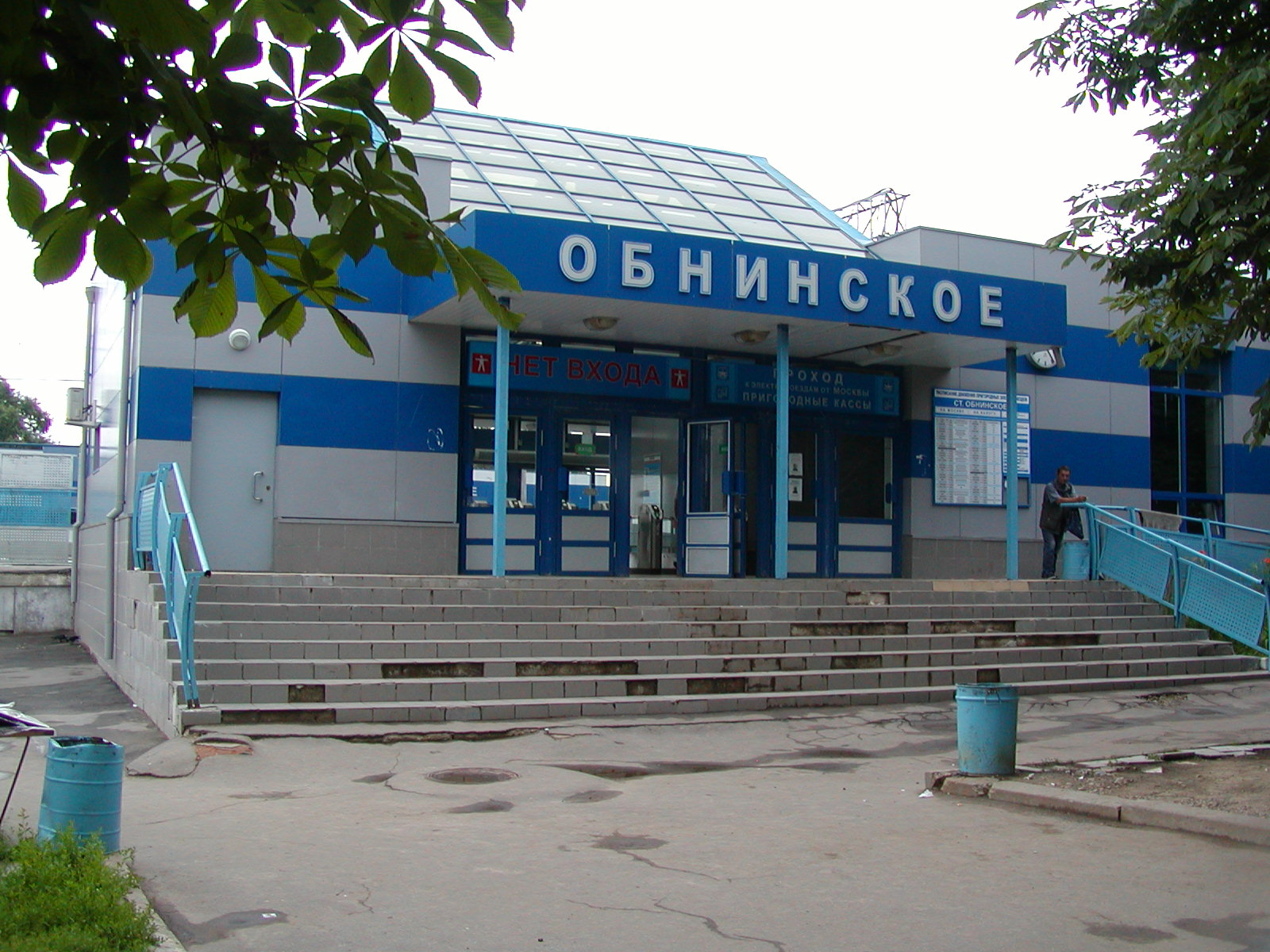
Ga tàu của thành phố (Hướng vào thành phố).
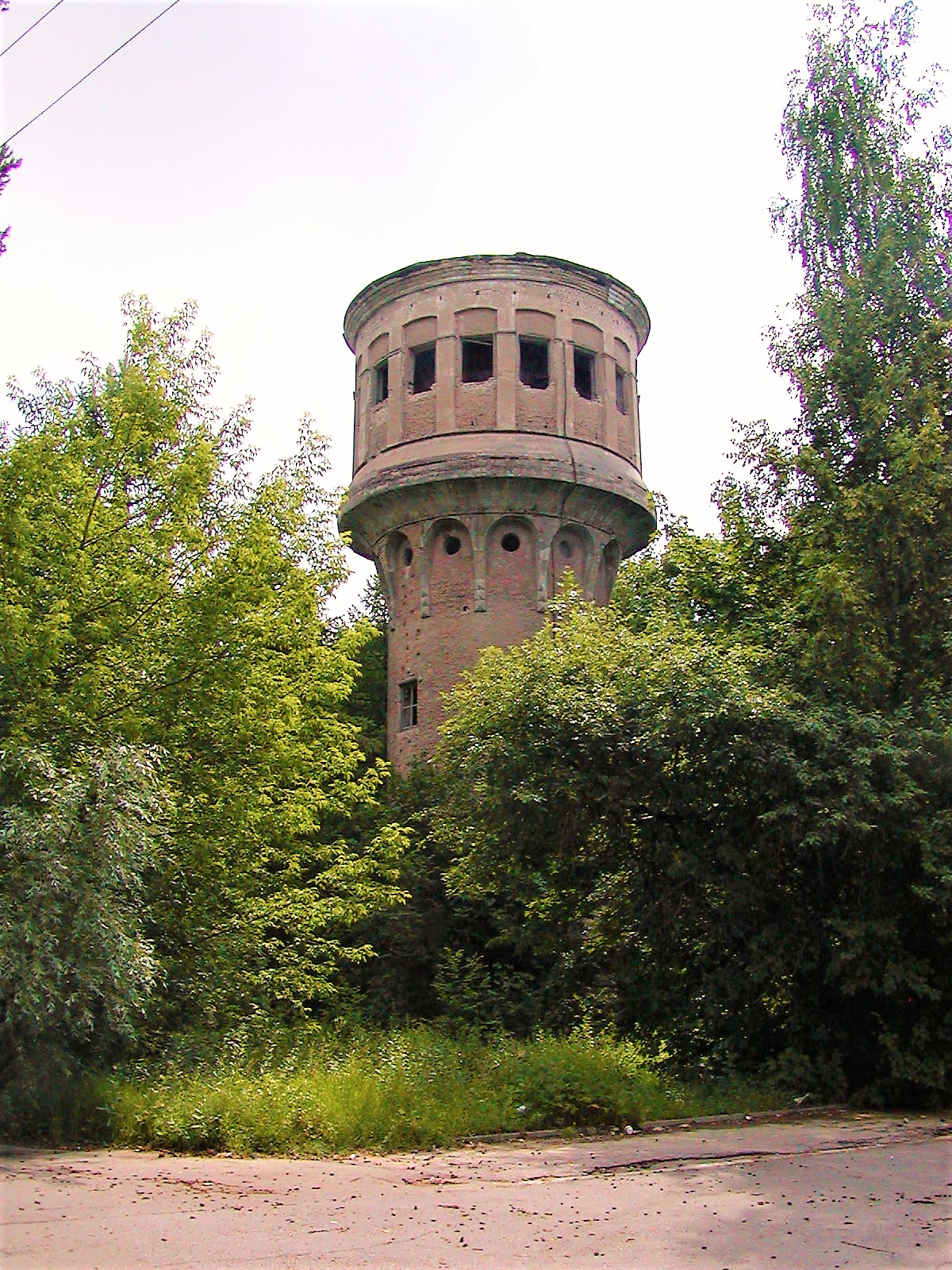
Tháp trữ nước.
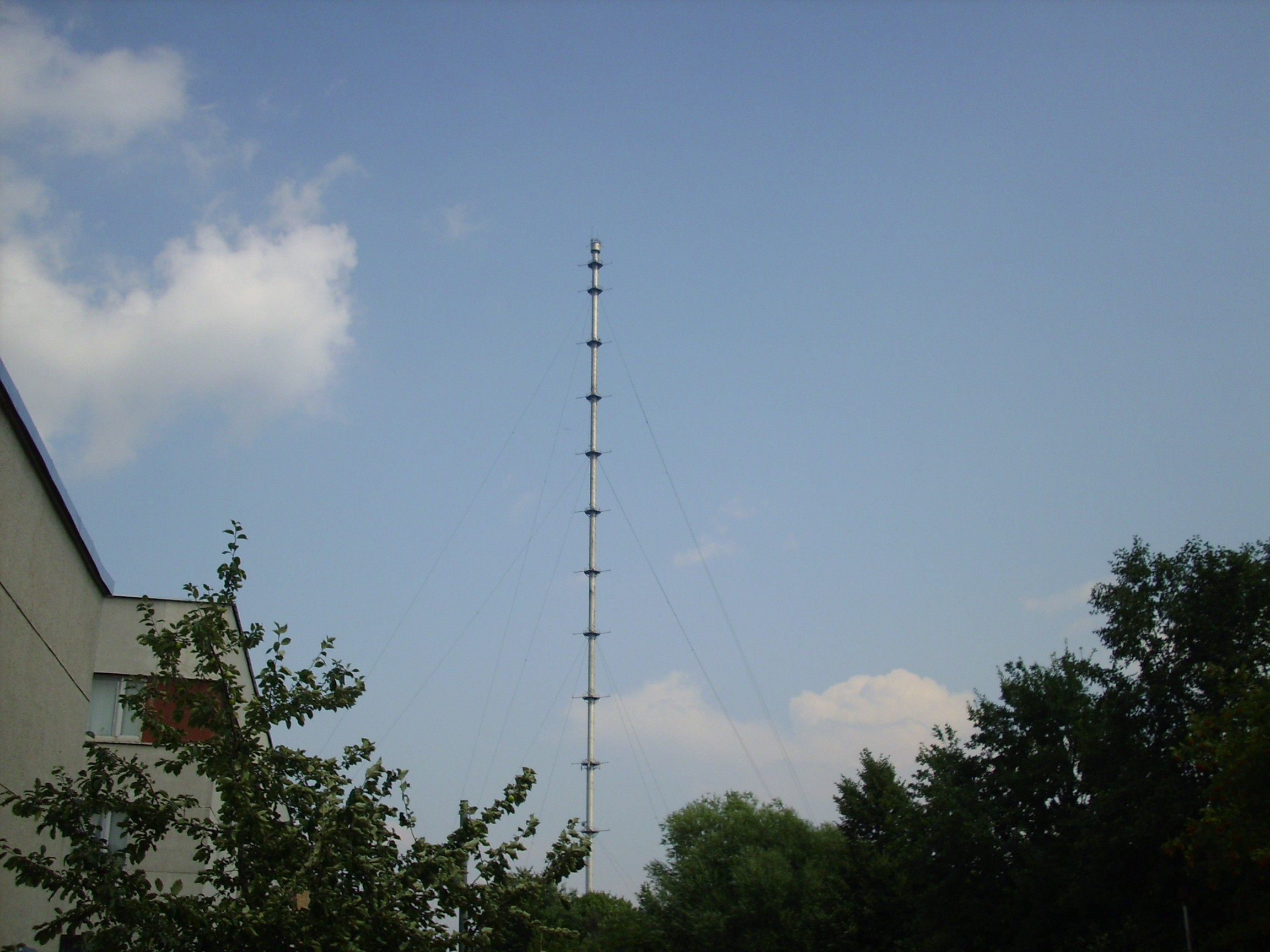
Tháp khí tượng cao 315M.